# Космос-2243
Космос-2243 је један од преко 2400 совјетских вјештачких сателита лансираних у оквиру програма Космос.
Космос-2243 је лансиран са космодрома Тјуратам, Бајконур, Казахстан, 27. априла 1993. Ракета-носач Сојуз је поставила сателит у орбиту око планете Земље. 